# Marshall megye (Tennessee)
Marshall megye az Amerikai Egyesült Államokban, azon belül Tennessee államban található. Megyeszékhelye és legnagyobb városa Lewisburg. Lakosainak száma 34 318 fő (2020. április 1.). Marshall megye Rutherford, Maury, Williamson, Bedford, Lincoln és Giles megyékkel határos.

## Népesség
A megye népességének változása:
| Lakosok száma | 30 674 | 30 917 | 30 967 | 31 130 | 31 552 | 34 318 |
|               | 2010   | 2011   | 2012   | 2013   | 2015   | 2020   |